# Romerée
Romerée is een plaats en deelgemeente van de Belgische gemeente Doische.
Romerée ligt in de provincie Namen en was tot 1 januari 1977 een zelfstandige gemeente.

## Demografische ontwikkeling
- Bronnen:NIS, Opm:1831 tot en met 1970=volkstellingen, 1976= inwoneraantal op 31 december

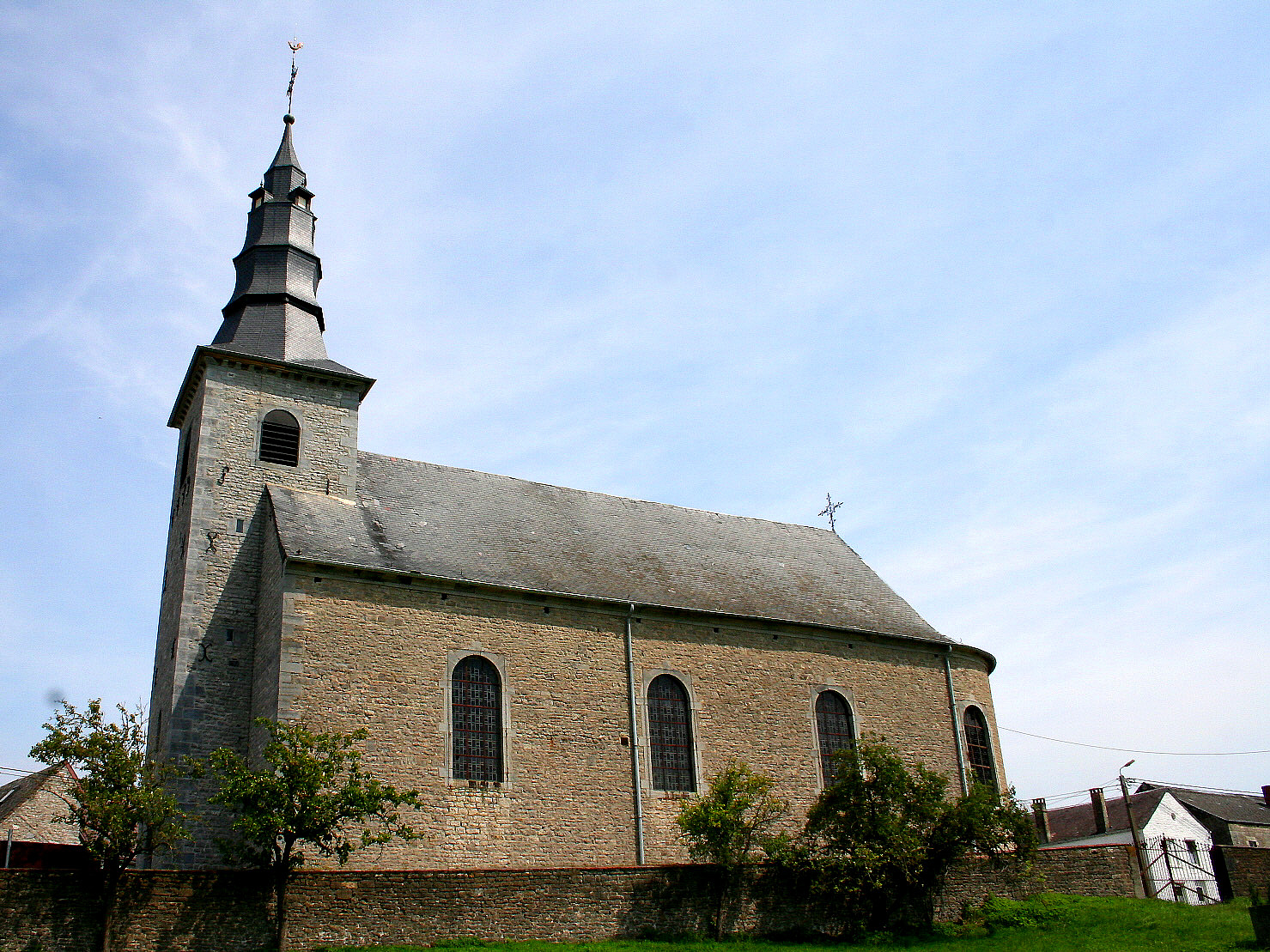
Kerk van Romerée

Deelgemeenten: Gimnée · Gochenée · Matagne-la-Grande · Matagne-la-Petite · Niverlée · Romerée · Soulme · Vaucelles · Vodelée

Belgische gemeenten · arrondissement Philippeville · provincie Namen · Wallonië